# ダーラ・ブバマラ
ダーラ・ブバマラ（セルビア語:Дара Бубамара / Dara Bubamara）、本名ラドイカ・アジッチ（Радојка Аџић / Radojka Adžić）、1976年5月21日 - ）は、セルビアのターボ・フォーク歌手である。

## 来歴
1976年5月21日にユーゴスラビア社会主義連邦共和国・セルビア社会主義共和国のノヴィ・サドのサテリト地区（Satelit）に生まれた。小学校の頃から歌唱に興味を持ち、児童合唱団で歌っていた。11歳の頃、レパ・ルキッチ（Лепа Лукић）にゲスト参加し、12歳で児童歌唱コンクール「ズマイェヴェ」（Змајеве дечије игре）で優勝を果たす。
1989年、「ダーラ・ブバマラ・ショー・バンド」（Dara Bubamara Šou Bend）を結成し、5年後にアルバム『Košava sa Dunava』をリリースする。収録曲は大ヒットとなり、その後グランド・プロダクションと契約し、ソロ歌手としての道を歩み始める。
代表曲は「Ja neću da ga vidim」、「Dunav」、「Nemoj da brineš mali」、「Vero nevero」、「Sebična」、「Pali mali」、「Dodirni me」などである。

## 私生活
本人が生まれる前、両親はボスニア・ヘルツェゴビナのデルヴェンタ（Derventa）から移住してきた。ボーイフレンドとの結婚を予定しており、2009年1月には男の子を出産した。

## アルバム
- Košava sa Dunava（1993年）
- Željo moja（1994年）
- Svi su tu（1997年）
- Nisu to kiše（1999年）
- Opa Opa - Best of（2000年）
- Dvojnica（2001年）
- Polje jagoda（2002年）
- Bez milosti（2005年）
- Dodirni me（2007年）